# Medabe
Medabe is een bestuurslaag in het regentschap Aceh Tenggara van de provincie Atjeh, Indonesië. Medabe telt 631 inwoners (volkstelling 2010).